# Ширер, Хью
Хью Лоусон Ширер (англ. Hugh Lawson Shearer; 18 мая 1923, приход Трелони, Ямайка — 5 июля 2004, Кингстон (Ямайка), Ямайка) — ямайский политик и третий премьер-министр Ямайки с 1967 по 1972 год. Член Лейбористской партии.

## Биография
В 1941 году он был принят на работу сотрудником еженедельника профсоюзной газеты. Он был членом сената в период с 1962 по 1967 год и после смерти Дональда Сангстера назначен премьер-министром 11 апреля 1967 года. При нахождении Ширера на посту премьер-министра на Ямайке были построены пятьдесят новых школ.
В 1972 году на парламентских выборах Майкл Мэнли стал премьер-министром, сменил на посту Ширера.
Ширер умер в своем доме в Кингстоне 5 июля 2004 года в возрасте 81 года.